# يوهان يان
يوهان يان (1750 - 1816 م) هو مستشرق نمسوي.
حصل على دكتوراه في الفلسفة واللاهوت. وصار أستاذاً للغات الشرقية في جامعة ڤيينّا.

## آثاره
له كتاب في نحو اللغة العربية بعنوان:
- Arabische Sprachlehre, etwas vollstandiger ausgearbeitet von Johann Jahn, Dr. der Philosophie und Theologie, k. K. Prof. der orientalischen Sprachen auf der Universitat zu Wien, 1796, in-8o.

كما صنّف مختارات عربية بعنوان:
- Arabische chrestomathie , herausgegeben von johann jahn … Viennae , 1802 , in 8ْ , 490 p . Viennae , 1802.

ووضع لهذه المختارات قاموساً عربياً – لاتينياً بعنوان:
- Lexicon Arabico-latinum chrestomathiae arabicae accomodotum a Johanne Jahn. In-8o, 490 p. Viennae, 1802.